# Panismo
d'arborea vita viventi.»
(Gabriele D'Annunzio, dalla poesia La pioggia nel pineto)

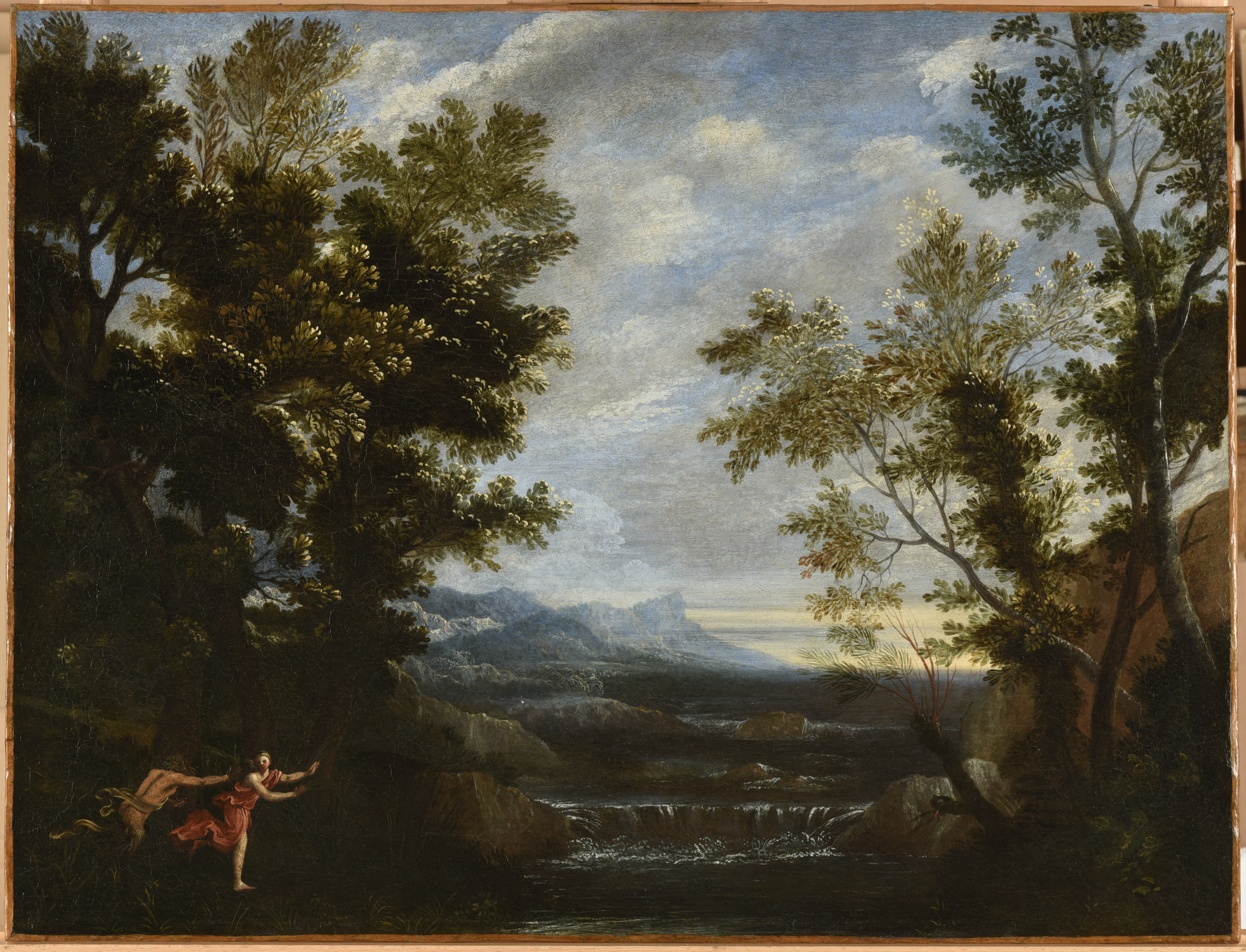
Pan che insegue Siringa (dipinto di Giovanni Battista Viola)

Il panismo, o sentimento panico della natura, è una percezione molto profonda del mondo esterno, soprattutto riferita a paesaggi naturali, la quale crea una fusione tra l'elemento naturale e quello umano.
Deriva dal nome Pan, dio greco dei boschi, ma dal momento che presuppone una concezione panteista del divino, lo si può far risalire anche al termine greco antico πάν (pàn), che significa "tutto", da cui probabilmente scaturisce anche il nome del dio.
Si richiama a questa corrente Gabriele D'Annunzio, che nella composizione lirica "Laudi del cielo del mare della terra e degli eroi" mette in risalto la sua visione pagana (affine a quella dell'antica Grecia) ed esalta la bellezza e la gioia di vivere. Nel panismo l'Io si viene a mettere in secondo piano, immergendosi completamente nella natura, ma non nascondendosi del tutto in quanto il poeta era solito esprimere i suoi stati d'animo attraverso oggetti naturali.